# DCHS2
DCHS2‏ (Dachsous cadherin-related 2) هوَ بروتين يُشَفر بواسطة جين DCHS2 في الإنسان.